# Ultra High Definition Television
Ultra High Definition Television (UHDTV), Ultra HDTV, Ultra High Definition Video (UHDV) – jedna z pierwotnie używanych nazw standardu znanego w Japonii jako Super Hi-Vision – opracowanego przez telewizje publiczne Japonii (NHK), Wielkiej Brytanii (BBC) i Włoch (RAI). Jest to standard wyświetlania obrazu telewizyjnego, który posiada rozdzielczość 7680x4320 (33,1776 MPix). Obecnie dla powyższego standardu używa się nazwy Hi-Vision, albo 7.5K (dla odróżnienia od standardu kina cyfrowego 8K o rozdzielczości 8192x4320). Nazwę Ultra High Definition (UHD lub Ultra HD) zarezerwowano obecnie do określenia standardu 4K o rozdzielczości 3840×2160 (8,2944 MPix).

Porównanie rozdzielczości formatu UHDTV w stosunku do innych formatów video.

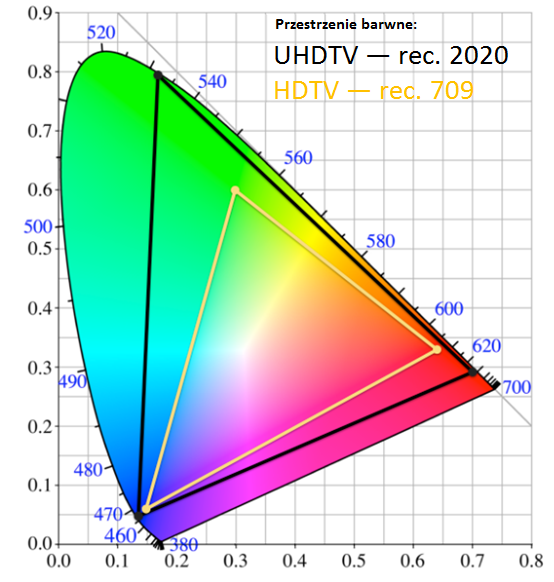
Przestrzenie barwne w UHDTV a HDTV określone w specyfikacjach tech. Rec. 2020 oraz Rec. 709.

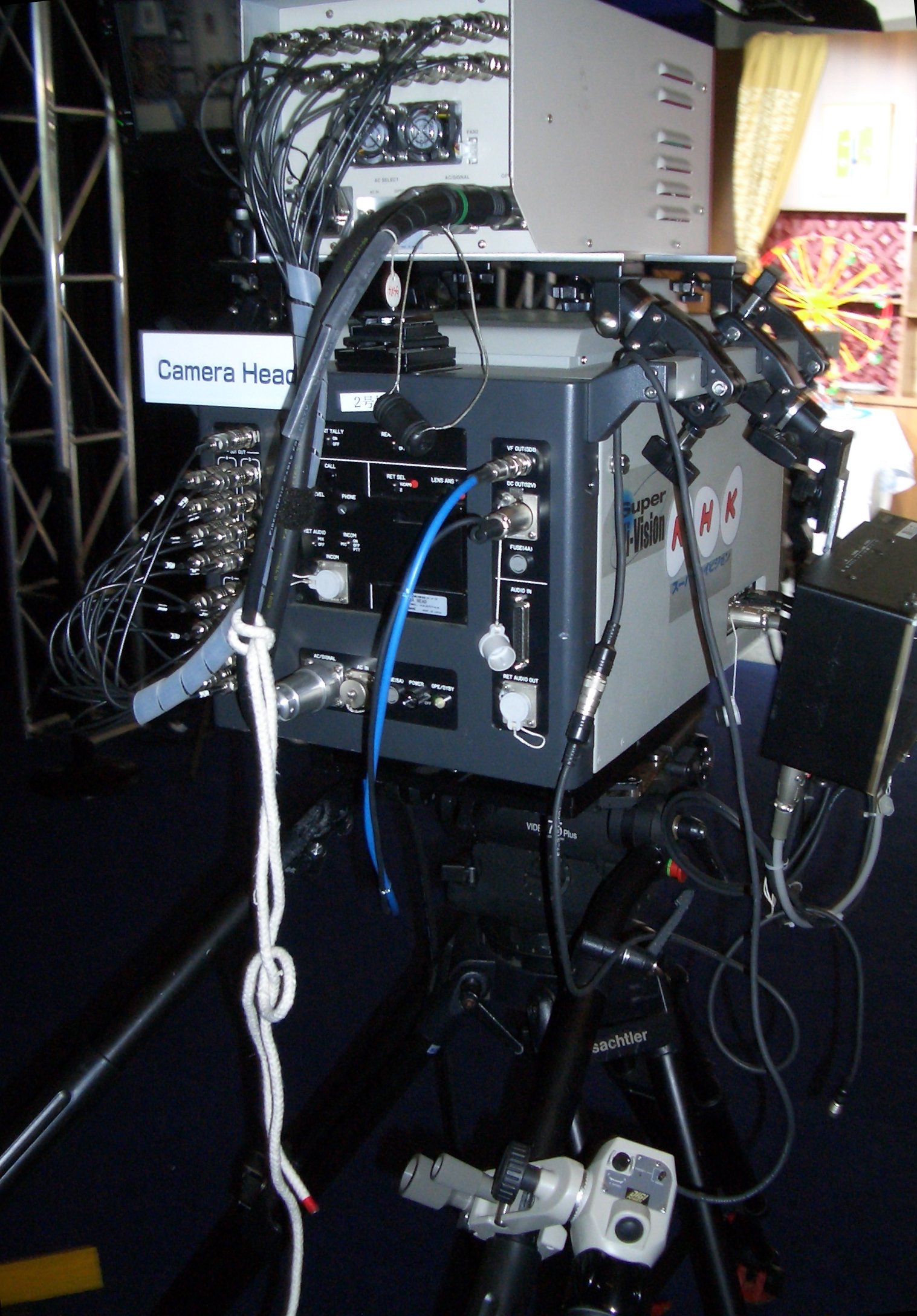
prototyp kamery UHDTV firmy Fuji

Filmy w 8K są dostępne w Internecie co najmniej od 2015 roku.

## Parametry techniczne
W porównaniu do HDTV 1080i standard Hi-Vision daje obraz o rozdzielczości 4 razy większej (liczbie pikseli 16 razy większej), większą liczbę klatek na sekundę (120) oraz dźwięk o większej liczbie kanałów, niż technologie DVD czy HD:
- 9 kanałów powyżej głowy;
- 10 kanałów na wysokości głowy;
- 3 kanały poniżej głowy;
- 2 kanały na efekty o niskich częstotliwościach.

Film w formacie Hi-Vision wymaga około 350 GB/min (nieskompresowany). Po specjalnej kompresji bitrate wynosi 24 Gbit/s, 18 minut filmu zajmuje około 3,5 TB.
Konieczny jest więc zapis na specjalnym nośniku. Nośnikiem takim może być HVD (Holographic Versatile Disc – wielofunkcyjny dysk holograficzny; pojemność 3,9 TB) lub PCD (Protein-Coated Disc – dysk z warstwami białkowymi; 50 TB).
Istotnym elementem standardu UHDTV jest wprowadzony szerszy zakres kolorymetrii barwnej określonej w standardzie rec. 2020 w stosunku do HDTV, gdzie zastosowano rec. 709. Procentowo wzrost jakości odwzorowania barwnego zastosowany w UHDTV w stosunku do HDTV, jak również wcześniejszych, jest największy (różnice w kolorymetii przy wprowadzaniu UHDTV mieściły się w granicach kilku procent – w zależności od stosowanego wcześniej standardu – Adobe RGB lub sRGB).

## Plany technologii
Debiut technologii planowany jest na rok 2020. Obecnie prowadzone są także prace nad poprawą jakości dźwięku.
Dokumenty zawierające ten standard:
- ITU BT 1201 (2004)
- ITU 1769
- SMPTE 2036-1
- SMPTE 2036-2
- SMPTE 2036-3 (2010)
- ITU BT 2020 (2012)

Brytyjska BBC jak również włoska RAI jest zainteresowana tą technologią. Podczas IBC 2008 japońska NHK oraz RAI i BBC zademonstrowały pierwszą publiczną transmisję na żywo w tym standardzie – z Londynu do miejsca konferencji w Amsterdamie.

## Monitory i telewizory
Samsung podczas targów IFA 2013 zaprezentował 31,5-calowy monitor UHD, oraz 98-calowy wielkoformatowy ekran do zastosowań komercyjnych (LFD), dodatkowo postawił ściany wideo o wielkości 171″, łącząc ze sobą trzy ustawione pionowo ekrany UHD LFD.

## Formaty i standaryzacja
HDMI 2.1 definiuje 8K bez kompresji oraz maksymalnie 10K z kompresją, podczas gdy HDMI 2.0 obsługiwało maksymalnie 4K.

## Kanały telewizyjne
W Japonii NHK uruchomiło kanał telewizyjny w tej rozdzielczości, w grudniu 2018.